# Pilkanselkä
Pilkanselkä är en del av sjön Päijänne i Finland. Den ligger i Luhango i den södra delen av landet, 180 km norr om huvudstaden Helsingfors. Pilkanselkä ligger 74 meter över havet.